# São José de Ribamar
São José de Ribamar város Brazíliában, Maranhão államban. Lakosainak száma 244 579 fő (2022). São José de Ribamar São Luís, Axixá, Icatu, Paço do Lumiar és Rosário községekkel határos.

## Népesség
A település népességének változása:
| Lakosok száma | 107 384 | 163 045 | 179 028 | 180 345 | 244 579 |
|               | 2000    | 2010    | 2020    | 2021    | 2022    |